# Макронарии
Макронарии (лат. Macronaria) — клада динозавров в составе группы завропод, известных от средней юры (бат) до позднемеловой эпохи и живших на территории нынешних Северной Америки, Южной Америки, Европы, Азии и Африки. Название буквально означает «большие ноздри», ссылаясь на большие носовые отверстия, которые находились высоко на черепе и представляли собой резонирующие камеры. Macronaria состоит из двух основных групп: семейства Camarasauridae и клады Titanosauriformes. Titanosauriformes в свою очередь, содержит Brachiosauridae и группу Titanosauria, и является одной из крупнейших групп завропод, которая также содержит самых больших динозавров известных науке.

## Классификация
Группа Eusauropoda
- Клада Macronaria
  - Род Abrosaurus
  - Род Eucamerotus
  - Клада Camarasauromorpha Salgado, Coria & Calvo, 1997[4]
    - Семейство Camarasauridae
    - Группа Titanosauriformes[5]
      - Семейство Brachiosauridae
      - Клада Somphospondyli
        - Семейство Euhelopodidae
        - Клада Titanosauria

### Сомнительные таксоны
- Marmarospondylus Owen, 1875 [nomen dubium]
- Pelorosaurus becklesii Marsh, 1889 [nomen dubium]